# Geneva Seahawks

Die Geneva Seahawks sind ein American-Football-Club in Genf, der im Jahr 1986 als erstes Footballteam in der Romandie gegründet wurde.
Die Seahawks spielen seit 2016 in der Nationalliga A und sind somit Mitglied im Schweizerischen American Football Verband.

## Teams
- "Elite" (Tacklefootball NLA)
- U19 (U19-Tacklefootball)

## Erfolge
Der grösste Erfolg der Geneva Seahawks geht auf das Jahr 1991 zurück. Die Geneva Seahawks schlugen im Swiss Bowl VI die St. Gallen Raiders mit einem Endstand von 20:13. Zudem standen die Seahawks fünf zusätzliche Male im Swiss Bowl. Die Spiele gingen jedoch allesamt verloren.
- Swiss Bowl Champion: 1991
- Swiss Bowl Teilnahme (Vizemeister): 1994, 1995, 1996, 2018, 2019